# Batalion ON „Sambor”

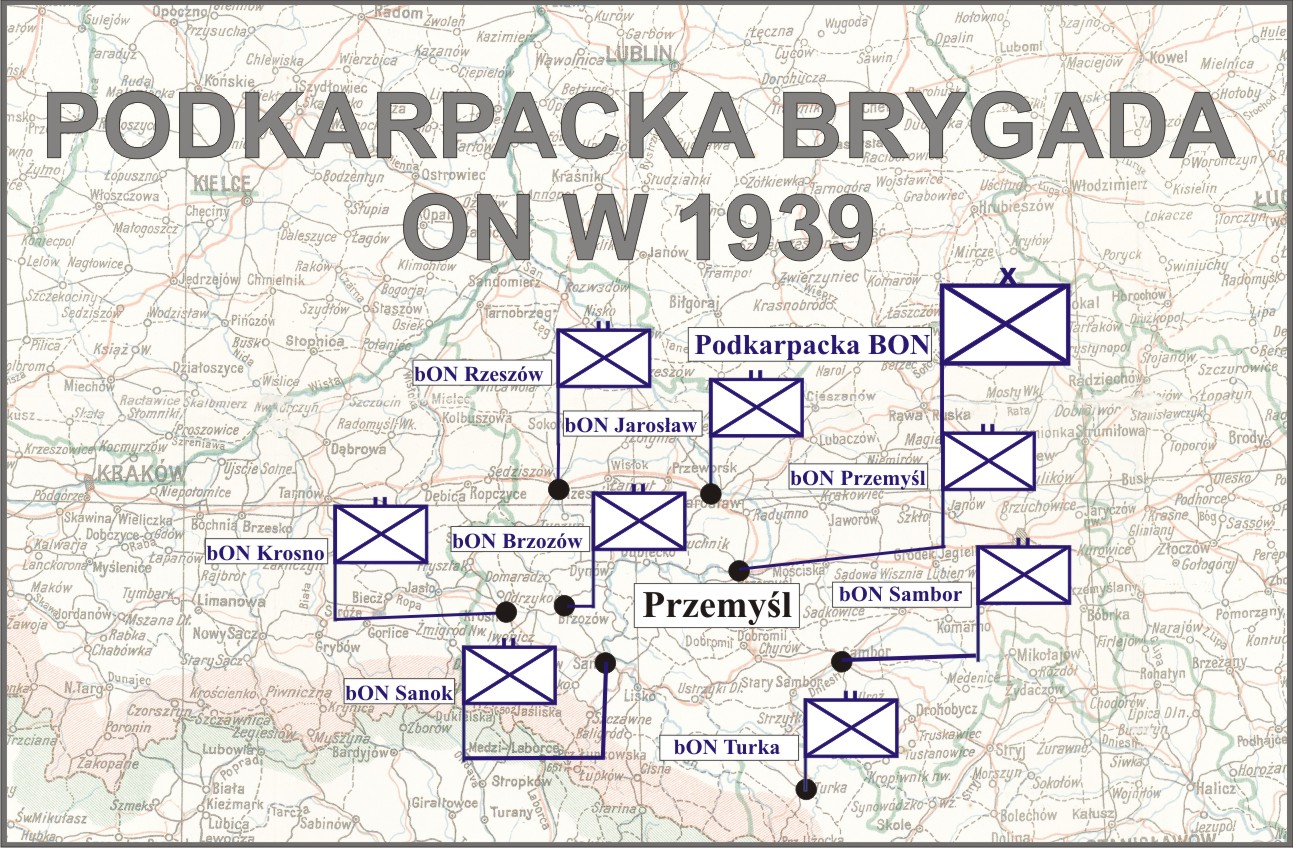
Podkarpacka Brygada ON

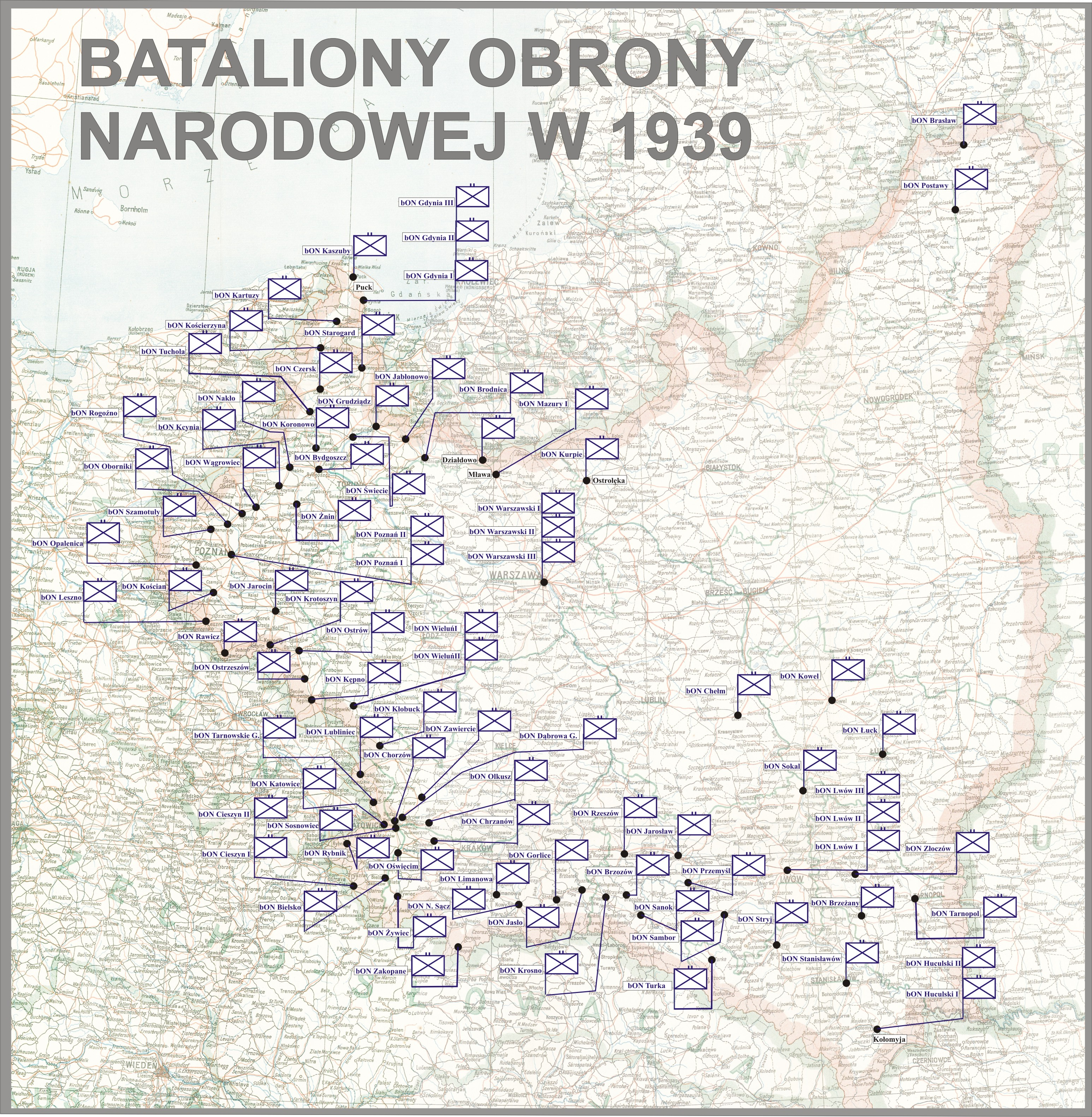
Obrona Narodowa w 1939

Samborski Batalion Obrony Narodowej (batalion ON „Sambor”) – pododdział piechoty Wojska Polskiego II RP.
W kampanii wrześniowej baon walczył w składzie Grupy Operacyjnej „Jasło”, stanowiąc odwód jej dowódcy.

## Formowanie i zmiany organizacyjne
Batalion został sformowany w 1937, w Samborze, w składzie Podkarpackiej Półbrygady ON.
- Dowództwo batalionu w Samborze
- 1 kompania ON „Sambor”
- 2 kompania ON „Turka”
- 3 kompania ON „Drohobycz”

W maju 1939 pododdział przeformowany został na etat batalionu ON typ I. Równocześnie z jego składu wyłączono kompanię ON „Turka” i podporządkowano dowódcy Turczańskiego batalionu ON. W jej miejsce zorganizowano nową kompanię w Borysławiu.

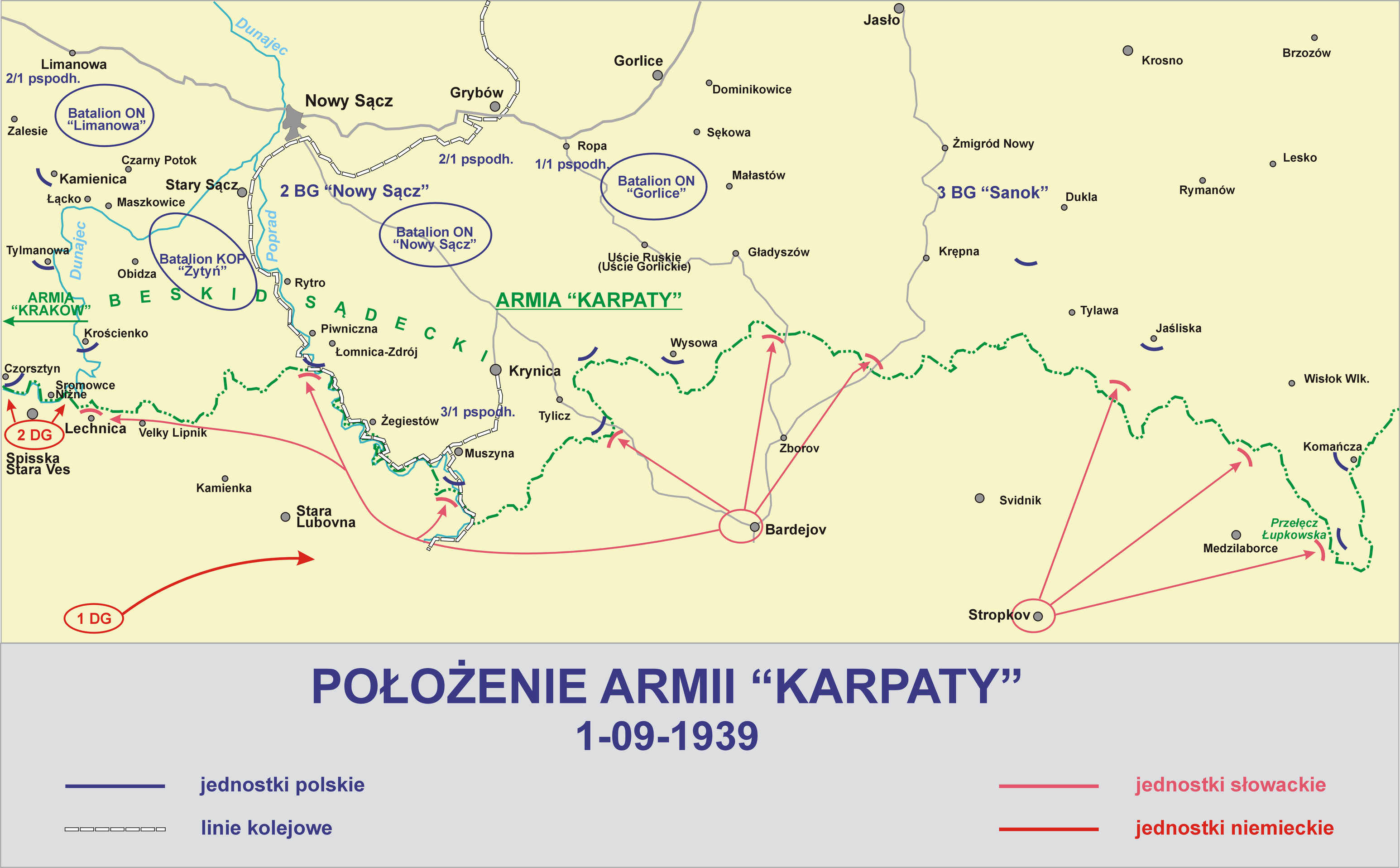

Jednostką administracyjną i mobilizującą dla Samborskiego batalionu ON był 6 pułk Strzelców Podhalańskich w Samborze.
Na podstawie pisma Oddziału I Sztabu Głównego L.333/Tj.38 z kwietnia 1938 Biuro Administracji Armii poleciło Departamentowi Uzbrojenia MSWoj. przydzielenie Samborskiemu batalionowi ON 375 sztuk karabinów Berthier z 11250 szt. amunicji do nich, 15 sztuk karabinków wz.1891/98/25, 9 sztuk lkm Bergmann wz.1915 i 4500 sztuk amunicji. Miały go otrzymać pierwsze drużyny każdego plutonu i każdej kompanii. Podczas drugiego przydziału tej broni dla formacji Obrony Narodowej w lipcu-sierpniu 1939 batalion otrzymał następne 180 sztuk karabinów Berthier wraz z 5400 szt. amunicji do nich, 15 sztuk lkm Bergmann wz.1915 wraz z 7500 sztuk amunicji do nich. Do końca nie jest pewne ile batalion otrzymał lkm, ile zdał do napraw lub ze względu na zużycie, przed rozpoczęciem działań wojennych. Nie jest wykluczone, że w zamian za przekazane lkm Bergmann wz.1915, batalion otrzymał rkm Chauchat wz.1915 na amunicję produkcji francuskiej. Jest pewne, że lkm Bergmann używał batalion do końca walk. Dodatkowo do batalionu przydzielono nieustaloną bliżej ilość garłaczy karabinowych typu VB.

## Działania batalionu we wrześniu 1939
Batalion wszedł w skład 3 Brygady Górskiej. 1 września w rejonie Iwonicz – Rogi stanowił odwód Grupy Operacyjnej „Jasło”. 4 września transportem kolejowym został skierowany do Nowego Sącza i dalej marszem pieszym do Biegonic w celu wzmocnienia obrony na Popradzie. W nocy z 5 na 6 września wycofany przez Grybów do Ropy, przechodząc do odwodu brygady. Około północy 8 września batalion otrzymał rozkaz odejścia w kierunku na Krosno. W godzinach wieczornych 8 września batalion wraz z baonami ON „Gorlice” i „Nowy Sącz” został zaskoczony i rozbity przez niemiecki oddział zmotoryzowany „Lang” z 1 DG w rejonie Krościenka Wyżnego. Resztki batalionów wycofały się na Sanok i Brzozów .

## Organizacja i obsada personalna
Obsada personalna batalionu w marcu 1939 roku :
- dowódca batalionu – mjr Marian Wincenty Suda (*)[b]
- dowódca 1 kompanii ON „Sambor” – kpt. Burtowy Tadeusz Roman (*)[b]
- dowódca 2 kompanii ON „Drohobycz” – kpt. Rudnicki Maciej (*)[b]
- dowódca 3 kompanii ON „Turka” – kpt. piech. Szczepaniak Antoni (*)[b]
- dowódca 4 kompanii ON „Borysław” – vacat

Organizacja wojenna batalionu
- dowódca – mjr Marian Wincenty Suda
- dowódca plutonu karabinów maszynowych – ppor. rez. inż. Jan Franciszek Mazaraki
- dowódca 1 kompanii ON „Sambor” – kpt. Tadeusz Roman Burtowy[3] 
  - dowódca I plutonu – NN
  - dowódca II plutonu – ppor. rez. Jakub Stanisław Hektor
  - dowódca III plutonu – NN
- dowódca 2 kompanii ON „Drohobycz” – kpt. Maciej Rudnicki[3] 
  - dowódca I plutonu – ppor. rez. Kazimierz Chudzian
  - dowódca II plutonu – ppor. rez. Władysław Czarnecki
  - dowódca III plutonu – ppor. rez. Czesław Gintler
- dowódca 3 kompanii ON „Borysław” – por. Wojciech Kruczyński[3] 
  - dowódca I plutonu – NN
  - dowódca II plutonu – NN
  - dowódca III plutonu – ppor. rez. Bolesław Stanisław Kozielec